# 仁礼村
仁礼村（にれいむら）は長野県上高井郡にあった村。現在の須坂市の南半にあたる。

## 地理
- 山：妙徳山、熊窪山、梯子山、根子岳、四阿山、浦倉山、奇妙山、米子山
- 河川：百々山、鮎川

## 歴史
- 1889年（明治22年）4月1日 - 町村制の施行により、仁礼村・亀倉村・栃倉村・米子村・塩野村の区域をもって発足。
- 1955年（昭和30年）1月1日 - 豊丘村と合併して東村が発足。同日仁礼村廃止。